# Christian Mark
Christian Mark (* 24. Dezember 1962 in Innsbruck) ist ein ehemaliger österreichischer Skeletonfahrer und Bobfahrer.
Marks größter Erfolg im Skeleton war der Gewinn der Bronzemedaille hinter Gert Elsässer bei der ersten Skeleton-Europameisterschaft im Jahr 1981 in Igls. Fünf Jahre später gewann der Sportler vom Bobclub Stubai mit dem von Peter Kienast gesteuerten Viererbob bei der Bob-Weltmeisterschaft 1986 in Königssee die Silbermedaille. Schon Zwei Jahre zuvor erreichte er mit Kienast bei den Olympischen Winterspielen von Sarajevo Rang 13 im Zweier und elf im Viererbob. In Calgary startete Mark 1988 erneut bei den Olympischen Spielen und wurde mit Kienast im Zweier Achter und im Vierer Sechster.